# Stefi Geyer
Stefi Geyer (ur. 28 stycznia 1888 w Budapeszcie, zm. 11 grudnia 1956 w Zurychu) – węgierska skrzypaczka.

## Życiorys
Występowała jako cudowne dziecko w Europie i Stanach Zjednoczonych. Studiowała w Konserwatorium Wiedeńskim u Jenő Hubaya, który zadedykował jej swój IV Koncert skrzypcowy. W 1908 roku zakochany w Geyer Béla Bartók napisał dla niej swój I Koncert skrzypcowy, którego partytura została odnaleziona w archiwum artystki dopiero po jej śmierci. W latach 1911–1919 mieszkała w Wiedniu. W 1919 roku osiadła w Zurychu, gdzie poślubiła kompozytora Waltera Schulthessa. Od 1923 do 1953 roku uczyła gry na skrzypcach w zuryskim konserwatorium. Od 1953 roku była koncertmistrzynią prowadzonej przez Paula Sachera orkiestry Collegium Musicale.
Występowała jako solistka oraz z orkiestrami. Jej gra była różnie oceniana przez krytykę, jedni widzieli w niej wybitną wirtuozkę, drudzy zarzucali jej nadmierne vibrato i niewielką osobowość sceniczną.